# (20632) Carlyrosser
(20632) Carlyrosser (1999 TC92) – planetoida z pasa głównego asteroid okrążająca Słońce w ciągu 3,9 lat w średniej odległości 2,48 j.a. Odkryta 2 października 1999 roku.